# Marina Golbahari
Marina Golbahari (dari: مارینا گلبهاری)  (Kabul, 10 de març de 1989) és una actriu afganesa que es va guanyar fama internacional pel seu paper de protagonista a la pel·lícula Osama (اُسامه) del 2003, interpretant una noia que va haver de vestir i actuar com a nen per mantenir la seva família durant els anys dels talibans.

## Carrera professional
Golbahari va ser elegida per a Osama pel director de cinema afganès Siddiq Barmak, que la va triar deambulant pels carrers de Kabul com a captaire. La pel·lícula va guanyar el Globus d'Or en la categoria de Millor pel·lícula estrangera i l'actuació de Golbahari va ser ben rebuda per molts crítics, inclòs Richard Nilsen de The Arizona Republic, que va escriure: «no hi ha cap mancança en l'actuació de Marina Golbahari».
Golbahari ocupa un lloc destacat al llibre de 2012, Shakespeare in Kabul, de Qais Akbar Omar i Stephen Landrigan. El llibre narra una actuació del 2005 en darí de Love's Labour's Lost de Shakespeare, que es va presentar a Kabul i després a altres parts de l'Afganistan l'any següent.

## Vida personal
Golbahari està casada amb Noorullah Azizi, que també està involucrat amb la indústria cinematogràfica a l'Afganistan.
Golbahari i el seu marit viuen actualment a l'exili en un refugi d'asil a França, ja que Golbahari ha rebut nombroses amenaces de mort després de ser fotografiada en un festival de cinema de Corea del Sud sense el cap cobert.

## Filmografia[6]
- Osama (2003), de Siddiq Barmak.
- Zolykha's Secret (2006), d'Horace Shansab.
- Act of Dishonour (2010), de Nelofer Pazira.
- Mina Walking (2015), de Yosef Baraki.

## Premis i nominacions
- Molodist International Film Festival (2003); Premi a la millor actriu jove per a Osama.